# 상그레그란데 지역

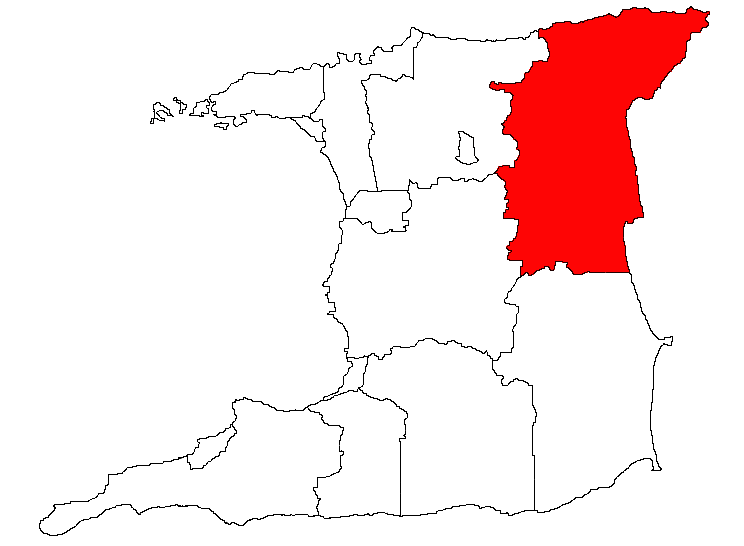
상그레그란데 지역의 위치

상그레그란데 지역(영어: Sangre Grande)은 트리니다드 토바고의 지역으로 중심 도시는 상그레그란데(Sangre Grande)이며 면적은 898.94km2, 인구는 64,343명(2010년 기준), 인구 밀도는 72명/km2이다.